# Nouveau roman
A Nouveau roman (magyarul: „új regény”) az 1950-es évek Franciaországában kialakult irodalmi irányzat, amely radikálisan szakított a hagyományos regényformával és narratív technikákkal. Émile Henriot használta először a kifejezést a Le Monde francia napilap 1957. május 22-ei számának egyik cikkében, hogy így jellemezze azokat a szerzőket, akik írásaikkal új stílust teremtettek. A kifejezés először elítélő értelemben jelent meg, de később az írók is átvették és elfogadták. Bár a nouveau roman sosem lett széles körben népszerű a nagyközönség körében, hatással volt az irodalomelméletre, a posztmodern regényekre, valamint a filmművészetre is (pl. Alain Resnais filmjei).
Alain Robbe-Grillet egy esszégyűjteményt írt a regény jövőjéről és természetéről, mely az Egy új regényért (Pour un nouveau roman, 1963) címet viselte. Robbe-Grillet sok, korábbi regényírót elavultnak nevezett, és szembeszállt a regény hagyományosan elfogadott jellemzőivel. Újra buzdított, hogy felejtsük el a „régi” regényírás cselekményszálait, a cselekményt, mint olyat, az elbeszélést, az ideákat, és a szereplőket is. Helyette inkább, a tárgyakra kellene fordítani figyelmünket: az ideális nouveau roman a dolgokat láttatja egyedi módon, alárendelt benne a cselekményszál és a szereplők is.
Az új regény meghatározás persze úgy teljes, ha hozzá tesszük, hogy korábbi írók fejlesztése és ajánlása is ebben már benne van. Joris-Karl Huysmans, kilencven évvel előtte már felvetette, hogy a regény elszemélytelenedik. Franz Kafka bebizonyította, hogy a nem szükséges a szereplőket hagyományos módon bemutatni. James Joyce ugyanezt bebizonyította a cselekményszálra; és abszurdista írók már foglalkoztak hasonló témákkal, mint amilyennel a nouveau roman kívánt foglalkozni.

## Fontosabb szerzők
- Maurice Blanchot
- Michel Butor
- Marguerite Duras
- Claude Ollier
- Robert Pinget
- Rolf Dieter Brinkmann
- Jean Ricardou
- Alain Robbe-Grillet
- Nathalie Sarraute
- Claude Simon